# أريغارون زوفي الأوراق
أريغارون زوفي الأوراق (الاسم العلمي: Erigeron hyssopifolius) هو نوع من النباتات يتبع جنس الأريغارون من الفصيلة النجمية.